# Stephan Reuken

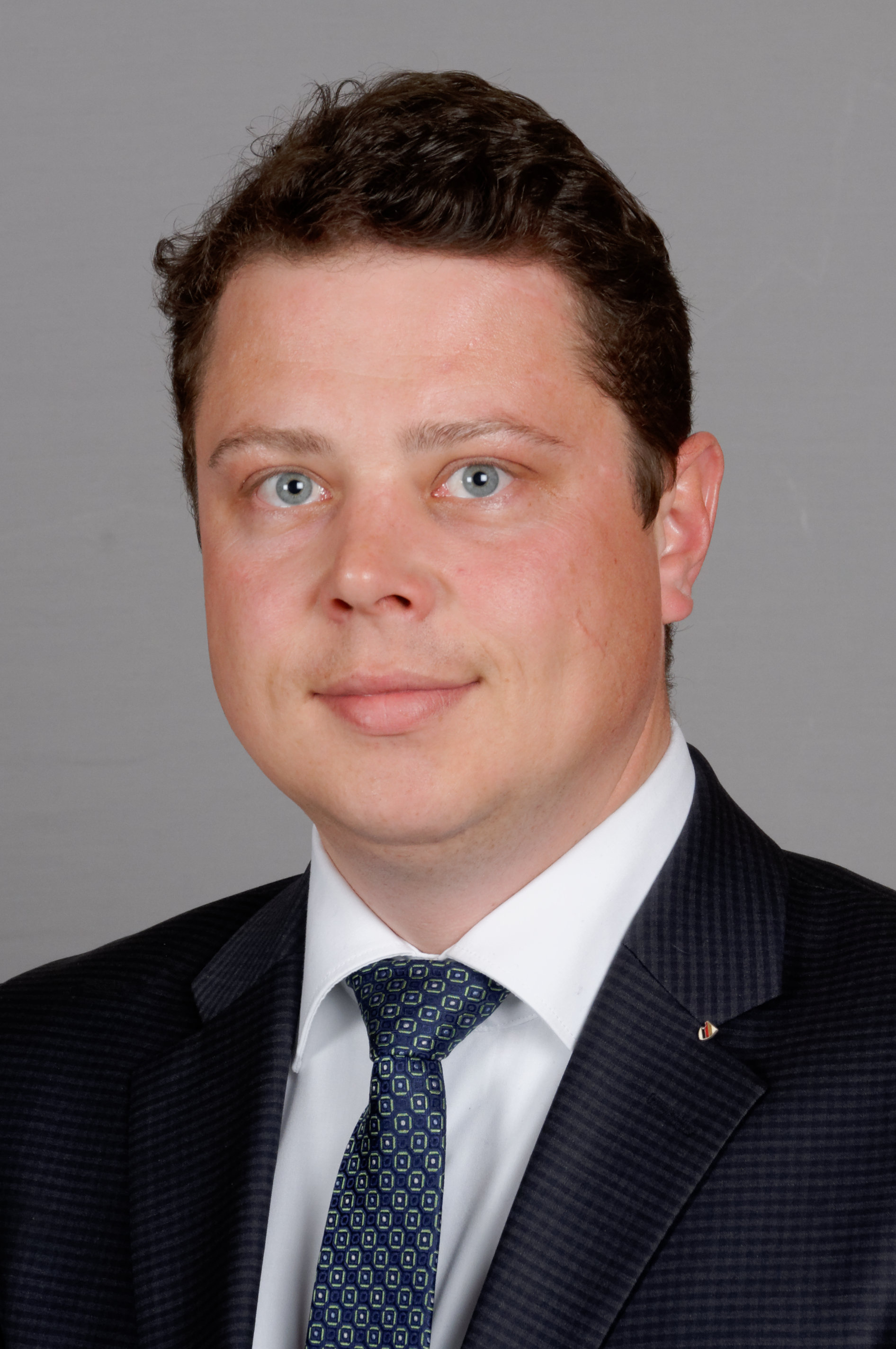
Stephan Reuken 2017

Stephan J. Reuken (* 5. Juli 1985 in Gütersloh) ist ein deutscher Politiker (AfD). Seit 2016 ist er Abgeordneter des Landtags von Mecklenburg-Vorpommern.

## Leben
Reuken absolvierte ein Studium der Geschichte und der Politikwissenschaft an der Friedrich-Schiller-Universität Jena. Dort wurde er Mitglied der Jenaischen Burschenschaft Germania. Er wechselte an die Universität Greifswald, an der er das Studium mit dem Master abschloss.
Reuken trat während seiner Schulzeit in die CDU ein. Er wechselte 2014 zur AfD über, wurde Mitglied der Jungen Alternative und zum stellvertretenden Vorsitzenden der JA in Mecklenburg-Vorpommern gewählt. Bei der Landtagswahl im September 2016, bei der er über die Landesliste in den Landtag von Mecklenburg-Vorpommern einzog, wirkte er als Wahlkampfkoordinator der AfD Mecklenburg-Vorpommern. Zur Landtagswahl war er als Direktkandidat der AfD im Wahlkreis 35 (Vorpommern-Greifswald IV) angetreten; auf ihn entfielen 29,3 % der Erststimmen.
Er ist stellvertretender Vorsitzender der AfD-Fraktion im Landtag, ihr verkehrspolitischer sowie ihr bildungs-, schulpolitischer Sprecher.

## Positionen
Als Reuken 2016 in den Landtag gewählt wurde, sagte er dem Spiegel, er hielte eine absolute Mehrheit für die AfD langfristig für „durchaus möglich“. „Da wir nicht sehen, dass wir unter den Altparteien Koalitionspartner finden könnten, müssen wir selbst in die Regierungsverantwortung kommen und das alleine machen.“